# 長崎県立佐世保西高等学校
長崎県立佐世保西高等学校（ながさきけんりつ させぼにしこうとうがっこう、Nagasaki Prefectural Sasebo Nishi High School）は、長崎県佐世保市田原町にある県立高等学校。かつて総合選抜試験を行っていた佐世保三校の中の1つである。通称「西高」（にしこう）、「佐西」（さにし）。

## 沿革

### 設立の経緯
前身は1964年（昭和39年）4月1日に開校した佐世保市立西高等学校である。
佐世保市内には戦後の学制改革時に佐世保北・佐世保南の普通科公立高校2校が設置されていたが、第一次ベビーブームによる生徒数の増加により佐世保市内でも普通科高校新設を望む声が上がり市立の高校を新設することになった。
1972年（昭和47年）に市立から県立に移管し、その際に方角の「西」の名称をそのまま引き継いだ。佐世保西高等学校は佐世保北高等学校より、約3.5キロメートル北に位置する。1964年1月29日の佐世保市議会臨時会会議録で辻一三佐世保市長（当時）は「名称として南北に相対する西の名称とした」としている。1964年当時、佐世保南高、佐世保北高、佐世保東商業高（現長崎県立佐世保東翔高等学校）があり、未使用の方角は西しかなかったためとの見方もある。

### 年表

#### 昭和
- 1964年（昭和39年）
  - 4月1日 - 佐世保市立西高等学校が開校。
    - 校舎 - 佐世保市立商業高等学校の校舎を使用。
    - 定員 - 1学年5クラス、入学者270名（男子176名、女子94名）。

  - 5月23日 - 御船小講堂にて開校式を挙行。校旗を制定。これ以降5月23日を開校記念日とする。
- 1966年（昭和41年）
  - 2月9日〜10日 - 現在地に新校舎が完成し、移転する。
  - 4月8日 - 生徒増により、1学年定員6学級となる。入学者328名（男子171名、女子157名）。
- 1967年（昭和42年）10月31日 - 体育館、渡り廊下が完成。
- 1969年（昭和44年）
  - 10月26日〜30日 - 第24回秋季国民体育大会バレーボール会場となる。
  - 10月29日 - 昭和天皇、香淳皇后が行幸啓[2]。
- 1971年（昭和46年）
  - 6月19日 - 図書館、渡り廊下、機械室が完成。
  - 8月20日 - 弓道場が完成。
- 1972年（昭和47年）
  - 3月 - 佐世保市立西高等学校の県立移管に伴い、佐世保三校での総合選抜制度試験が開始。
  - 4月 - 移管により、長崎県立佐世保西高等学校（現校名）となる。
    - 1学年定員10学級となり、入学者数は448名（男子248名、女子200名）。
- 1973年（昭和48年）5月31日 - 普通教室棟、本館別棟が完成。
- 1974年（昭和49年）3月30日 - 格技場が完成。
- 1983年（昭和58年）3月12日 - セミナーハウス、弓道場が完成。
- 1984年（昭和59年）9月29日 - 創立20周年記念式典を挙行。
- 1985年（昭和60年）1月10日 - シャワー室・トイレが完成。

#### 平成
- 1992年（平成4年）
  - 10月14日 - 新校舎（現校舎）が完成。
  - 11月5日 - 新校舎へ移転。
- 1993年（平成5年）11月2日 - 創立30周年記念式典を挙行。
- 1994年（平成6年）1月5日 - クラブハウスが完成。
- 1995年（平成7年）
  - 3月 - 総合選抜制度の一部改変に伴い、普通科10クラスの中に、「人文コース」、「数理コース」を各1学級設置し、生徒が直接出願できるようにした。また推薦入試を導入。
  - 3月29日 - 第2グラウンドを整備。
- 1996年（平成8年） 4月 - 生徒減により、1学年定員を9学級とする。入学者数は359名（男子202名、女子157名）。
- 2001年（平成13年）
  - 4月 - 生徒減により、1学年定員を8学級とする。入学者数は321名（男子156名、女子165名）。
  - 10月12日 - 新体育館が完成。
- 2002年（平成14年）3月 - 最後の総合選抜試験となる。
- 2003年（平成15年）
  - 3月 - 総合選抜制度廃止に伴い、単独選抜試験を開始。一般入試での面接試験を開始。
  - 3月22日 - 弓道場が完成。
  - 4月 - 長崎県公立高等学校改革の一環で、この時の入学生から進学重視型単位制の高等学校となる。人文コース・数理コース廃止。2学期制を導入。
- 2004年（平成16年）
  - 3月3日 - ハンドボールコート、テニスコートが完成。
  - 4月 - 生徒減により、1学年定員を7学級とする。入学者数は279名（男子134名、女子145名）。
- 2007年（平成19年）3月16日 - 校舎外壁を改修。
- 2008年（平成20年）2月28日 - 運動場を整備。
- 2009年（平成21年）
  - 4月 - 生徒減により、1学年定員を6学級とする。入学者数は239名。

## 概要

### 校訓
- 「自主自律」、「積極敢為[3]」、「親和協調」

### 教育方針
- 高い志を持ち、知・徳・体のバランスのとれた、社会に貢献できるたくましい人材を育成する。

### 教育目標
1. 知育、徳育、体育の三育を推進し、心身ともに健全でたくましい人材を育成する。
2. 夢・憧れを抱き、志・目標を持って真摯に努力する生徒を育成する。
3. 何事にも「凡事徹底」[4]の精神で取り組み、最高の努力ができる生徒を育成する。
4. 責任感、公共心、道徳心、思いやりの心など、豊かな人間性を備えた生徒を育成する。
5. 個々の生徒の能力を最大限に発揮させるよう工夫した教育を展開する。

### 教育活動
- 2011年（平成23年）現在、毎日7時間、週35コマ授業を実施。他に休み期間等に講座を行っている。

### 校章
中央に縦書きで「西高」の文字。「高」は俗字体のはしご高

### 校歌
作詞 - 塘耿史（補筆 - 風木雲太郎）　作曲 - 富永定美 

### 学区
- 「県北学区」
  - 佐世保市内の他、平戸市、松浦市、北松浦郡等の北松浦半島地域から松浦鉄道や、西肥バスを利用したり、学校周辺に下宿したりして通学する生徒も多い。

### 施設
校舎、グラウンド、第2グラウンド、体育館、テニスコート、部室棟、ハンドボールコート、弓道場、語らいの広場

## 学校行事
2学期制
新型コロナウイルスの影響で有。

### 前期
- 4月 - 入学式、新入生宿泊研修（佐世保青少年の天地、2泊3日）、歓迎遠足（烏帽子岳登山）
- 5月 - 生徒総会、育友会（PTA）総会
- 6月 - 高総体推戴式、高総体、前期中間考査
- 7月 - 夏季球技大会、平戸学習合宿（高1は4泊5日、高3は6泊7日）
- 8月 - 第1回オープンスクール、平和学習（9日長崎原爆の日）、校内実力考査
- 9月 - 体育大会、西高祭（文化祭）、前期期末考査

### 後期
- 10月 - 第2回オープンスクール、人生の達人セミナー（講演会）、芸術鑑賞会
- 11月 - 後期中間考査
- 12月 - 高2関東研修旅行（東京近郊・筑波学研都市・ベトナム等を回る修学旅行）
- 1月 - 高1百人一首かるた大会、高1・2マラソン大会（佐世保市相浦町、佐世保総合グラウンド周辺）
- 2月 - 後期期末考査
- 3月 - 卒業証書授与式、高1・2春季球技大会

## 部活動

### 運動部
- 陸上競技部
- バレーボール部
- ソフトテニス部
- バスケットボール部
- 卓球部
- 弓道部
- 剣道部
- 柔道部
- サッカー部（男）
- ラグビー部（男）（今はない）
- ソフトボール部（男）
- バドミントン部
- ハンドボール部
- 野球部（男）

### 文化部
- 美術部
- 写真部
- コーラス部
- 吹奏楽部
- 放送部
- 新聞部
- 科学部
- 図書文芸部（文芸誌 mit Nietzsche[9]）
- 茶道部
- 英語部
- 書道部
- 西高太鼓部

### 大会成績
ソフトボール部（男子）
- 2003年（平成15年）8月 - 2003年長崎ゆめ総体で長崎県勢初の全国優勝。
- 2012年（平成24年）8月 - 2012年北信越かがやき総体で9年ぶり2度目の全国優勝。
- 2015年（平成27年）8月 - 2015年君が創る近畿総体で3年ぶり3度目の全国優勝。
- 2016年（平成28年）3月 - 第34回全国高校男子選抜大会で前年の総体に続き全国優勝。

放送部
- 1988年（昭和63年）7月 - NHK杯全国高校放送コンテストに「絵本」を出品、テレビ部門課題第1位。同年11月に長崎県民表彰特別賞を受賞。
- 2011年（平成23年）7月 - NHK杯全国高校放送コンテストに「永遠の絆（とわのきずな）」を出品、ラジオドキュメント部門第3位。

## 著名な出身者
- 早霧せいな（元宝塚歌劇団雪組トップスター）
- 佐藤利恵（長崎放送アナウンサー）
- 高山善司（ゼンリン社長）
- 田川和幸（元内閣官房内閣審議官、日本機械工業連合会副会長）
- 千北英倫子（元日本テレビキャスター・長崎国際テレビアナウンサー）
- 毛利甚八（文筆家、漫画家）
- 深見利佐子（柔道選手〔タイ代表〕、2018年アジア大会52kg級銅メダル、2020東京オリンピック柔道52kg級出場[10]）
- 瑞原明奈（プロ雀士）

## アクセス
- 最寄りの駅
  - 松浦鉄道 (MR) 西九州線
    - 「左石駅」下車後、徒歩2分
- 最寄りのバス停
  - 西肥バス（させぼバスも含む）
    - 「西高校入口」下車後、徒歩3分
    - 「西高校前」下車後、徒歩1分
- 最寄りの国道
  - 国道204号

## 周辺
官公署
- 佐世保市役所大野支所

郵便局、金融機関
- 佐世保北郵便局

学校、保育施設
- 長崎県立佐世保工業高等学校
- 佐世保市立大野中学校
- 佐世保市立大野小学校
- 大野幼稚園
- アソカ北幼稚園
- あさひ保育園

寺社
- 祝詞神社
- 本興寺
- 光雲寺

その他
- 大野自動車学校
- 佐世保ミルクプラント工場
- 相浦川
  - 大野橋
  - 黒橋